# Arthroleptis kidogo
Arthroleptis kidogo es una especie de anfibio anuro de la familia Arthroleptidae.

## Distribución geográfica
Esta especie es endémica de Tanzania. Habita a 830 m de altitud en las montañas Nguru.

## Etimología
El nombre específico kidogo proviene del kiswahili kidogo, que significa muy pequeño, en referencia al tamaño de esta especie.

## Publicación original
- Blackburn, 2009 : Description and phylogenetic relationships of two new species of miniature Arthroleptis (Anura: Arthroleptidae) from the Eastern Arc Mountains of Tanzania. Breviora, Museum of Comparative Zoology, n.º 517, p. 1-17[3]